# Халдвані
Халдвані (англ. Haldwani, гінді हल्द्वानी) — місто в індійському штаті Уттаракханд, одне з найбільших міст штату, що разом з містом Катхґодам формує муніципалітет Халдвані-Катхґодам. Назва міста означає «галдиновий ліс» діалектом кумаоні, ці ліси були поширені в навколишніх районах до їх зведення для потреб сільського господарства.